# آبرناتیت

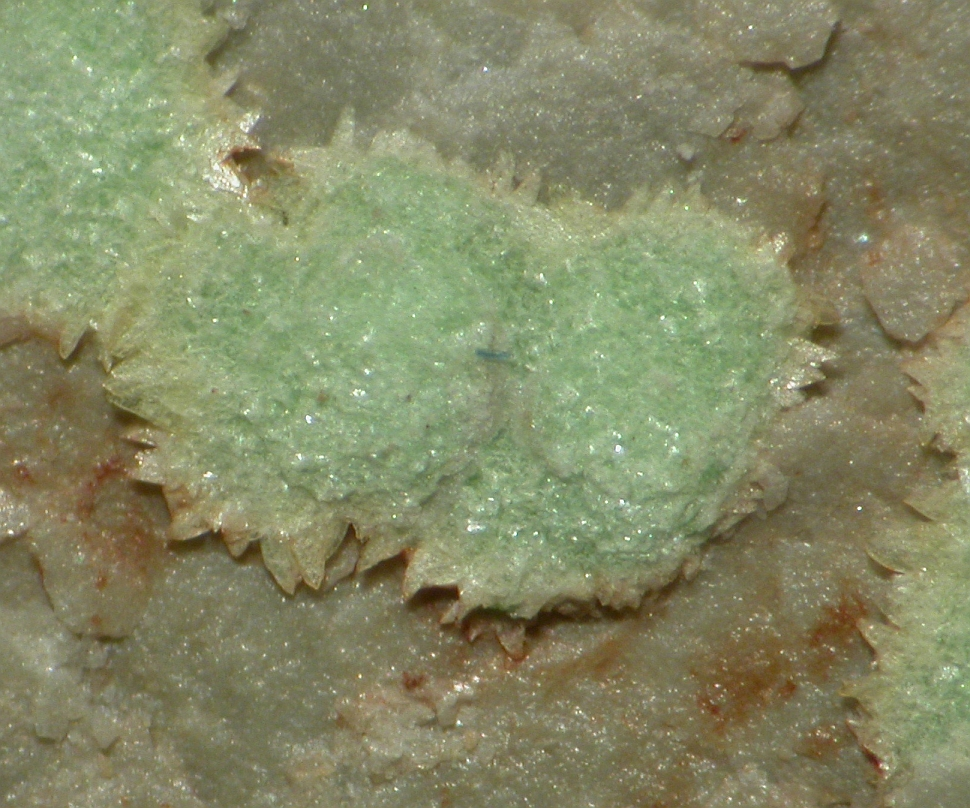
کانی آبرناتیت

آبرناتیت (Abernathyite) با فرمول شیمیایی K۲(UO۲)۲(AsO۴)۲·۶H۲O کانی کمیاب اکسید اورانیوم است. این کانی به عنوان کانی ثانویه است که شکستگی‌های دیگری را پر می‌کند؛ ساختار بلوری آن چهارگوشه است و بلورهای شیشه‌ای زردرنگ به شکل تخته‌ای ایجاد می‌کند، سختی آن ۲٫۵ و وزن مخصوص آن ۳٫۳ است. 
این کانی برای اولین بار در کلورادو یافت شده‌است و نام آبرناتیت به افتخار جس آبرناتی، کانی‌شناس انتخاب شده‌است.

## منبع
مشارکت‌کنندگان ویکی‌پدیا. «Abernathyite». در دانشنامهٔ ویکی‌پدیای انگلیسی، بازبینی‌شده در ۶ آوریل ۲۰۱۱.